# Gesetzmäßigkeit der Niederlage des deutschen Imperialismus
Die Gesetzmäßigkeit der Niederlage des deutschen Imperialismus ist ein Theorem der marxistisch-leninistischen Geschichtsschreibung, nach dem Deutschland den Ersten Weltkrieg und den Zweiten Weltkrieg gesetzmäßig verlor.

## Allgemein
Nach marxistischer Sicht erlitt Deutschland bereits im Ersten Weltkrieg eine gesetzmäßige Niederlage, da der Widerspruch zwischen dem militärischen und ökonomischen Potenzial und den weitreichenden Kriegszielen alle Pläne abenteuerlich unabhängig vom Kriegsglück machte.
Auch der Sieg der Sowjetunion über Deutschland im Zweiten Weltkrieg beruhe nicht auf Zufälligkeiten, sondern er sei gesetzmäßig und die Niederlage Deutschlands unvermeidbar gewesen. Es habe das „Neue“ über das „Alte“ gesiegt. Beim Versuch, mit dem Angriff auf die Sowjetunion das Rad der Geschichte zurückzudrehen, habe Deutschland seine unvermeidbare Niederlage erlitten.
Marxistische Autoren unterscheiden zwischen Gesetzen und Gesetzmäßigkeiten. Während ein Gesetz eine ganz bestimmte eindeutige Beziehung beinhalte, bestehe eine Gesetzmäßigkeit aus einer ganzen Reihe von Gesetzen. Gesetze nehmen im Dialektischen Materialismus eine ganz besondere Rolle ein. Vielfach wird die gesamte Dialektik sogar mit der allgemeinen Lehre von der gesetzmäßigen Struktur der Welt gleichgesetzt. Der bürgerlichen Wissenschaft wurde die Fähigkeit abgesprochen, gesellschaftliche Gesetzmäßigkeiten zu erfassen und ihrem Erkenntnisinteresse zugrundzulegen. Nach Leo Stern leugnen hingegen nichtmarxistische Theoretiker die Existenz von objektiven Gesetzmäßigkeiten, denn ihre Anerkennung hieße auch anzuerkennen, dass der „dritte Versuch“, die vorangegangenen Weltkriege doch noch zu gewinnen, zum Scheitern verurteilt ist.
Man warf der Memoirenliteratur der Wehrmachtsgeneräle vor in Büchern wie Verlorene Siege oder „Ein Mann verliert einen Weltkrieg“, werde die Niederlage des deutschen Imperialismus als zufälliges Ergebnis von Führungsfehlern hingestellt, statt deren Gesetzmäßigkeit anzuerkennen.
Der marxistische Historiker Gerhard Förster schrieb, dass „die wissenschaftliche Erkenntnis von der Gesetzmäßigkeit der Niederlage des deutschen Imperialismus im Ersten und Zweiten Weltkrieg“ eine wichtige „politische Waffe“ sei.

## Inhalt
Laut Dietrich Eichholtz handelt es sich nicht um ein ökonomisches, sondern um ein gesamtgesellschaftliches Gesetz. Es sei wie alle historischen Gesetze des Marxismus ein tendenzielles Gesetz, das sich im Kampf – auch bei zeitweiligen Niederlagen – am Ende durchsetze. Es besagt, dass das ökonomische, militärische und moralische Potential des deutschen Imperialismus in unlösbarem Widerspruch zu seinen Kriegszielen stand. Dem Widerspruch zwischen den wirtschaftlichen Potenzen und den Kriegszielen komme dabei im Zweiten Weltkrieg allerdings nur sekundäre Bedeutung zu. Dieser Widerspruch habe nur den Rang einer historischen Besonderheit, die sich aus der Geschichte und ökonomisch-geographischen Lage Deutschlands im Zusammenhang mit dem Gesetz der Ungleichmäßigkeit der ökonomischen und politischen Entwicklung der kapitalistischen Länder ergeben habe. Er habe sich nur beschleunigend auf den geschichtlichen Verlauf gemäß der allgemeinen Gesetze ausgewirkt. Die aus diesem Dilemma geborene Blitzkriegsstrategie sei am Widerstand des sowjetischen Volkes gescheitert. Entscheidend sei, dass der deutsche Imperialismus – ein „unmenschliches System einer Clique von Räubern, Mördern und modernen Sklavenhaltern“ – sich die Völker der ganzen Welt zum Feind gemacht und ihren immer erbitterteren Widerstand hervorgerufen habe, an dem er schließlich notwendig habe scheitern müssen. Der Faschismus, der die tiefen Widersprüche zwischen Monopolherrschaft und Demokratie und zwischen Kapitalismus und Sozialismus im Interesse der deutschen Monopole habe lösen und die ganze Welt seinem Diktat unterwerfen wollen, habe gegen die Ideen des Friedens, der Humanität, der Demokratie und des Sozialismus keine Perspektive gehabt, er sei gegen alle geschichtliche Vernunft.
Nach dem unter Leitung von Fritz Klein erschienenen Werk Deutschland im Ersten Weltkrieg war die „erste und zugleich grundlegende Ursache“ für die deutsche Niederlage im Ersten Weltkrieg der „besonders reaktionäre, aggressive und räuberische“ Charakter des deutschen Imperialismus. Dieser sei aus der politischen Rückständigkeit Deutschlands entstanden, da der Kompromiss des Bürgertums mit dem Adel eine Modernisierung des halbabsolutistischen Staatslebens verhindert habe, und zu einer Interessengemeinschaft zwischen der Finanzoligarchie und der „überlebten halbfeudalen Militärkaste“ geführt habe.
Die aus der besonderen Aggressivität erwachsene zweite Ursache für die gesetzmäßige Niederlage sei der Widerspruch zwischen den tatsächlichen, materiellen und personellen Kräften und den maßlosen Zielen gewesen. Zwar hätten ohne Zweifel das militärische Leistungsvermögen der deutschen Armee und der Rüstungsvorsprung bei Kriegsbeginn diese Nachteile zeitweilig aufheben können, auf lange Sicht gesehen hätten diese jedoch die genau gegenteilige Wirkung gehabt, denn sie schweißten die Entente enger zusammen, verringerten die Verständigungsaussichten und verschärften den ungewinnbaren Rüstungswettlauf.

## Etablierung
Anfangs taten sich eine Reihe von marxistischen Historikern – insbesondere Militärhistorikern – schwer mit dem Theorem. Einerseits war in den Jahren 1941 und 1942 das Überleben der Sowjetunion in großer Gefahr und andererseits setzte in ihren Augen die »Gesetzmäßigkeit des Sieges« die übermenschlichen Leistungen der Menschen an Front und Hinterland herab. In Stalins Schrift Über den Großen Vaterländischen Krieg der Sowjetunion war der Krieg noch als »Kampf auf Leben und Tod« bezeichnet worden. So standen die Verfasser der Geschichte des Großen Vaterländischen Krieges der Sowjetunion unter dem Autorenkollektivleiter E. A. Boltin dieser These noch skeptisch gegenüber. In der DDR setzte sich das Theorem mit der Rede von Walter Ulbricht vor der Militärakademie „Friedrich Engels“ im Februar 1959 und auf der internationalen Historikerkonferenz zum Thema »Der deutsche Imperialismus und der Zweite Weltkrieg« im Dezember 1959 durch. In der Sowjetunion wurde erst mit der Rede von Andrei Antonowitsch Gretschko zum 25. Jahrestag des Sieges das Gesetz zur herrschenden Doktrin der Geschichtsschreibung.
Ulbricht führte in seiner Rede aus, dass das sozialistische Lager unter Führung der Sowjetunion heute allen potenziellen Aggressoren ökonomisch, politisch-moralisch und militärisch überlegen sei. Reinhard Brühl, der bei der Rede Ulbrichts dabei war, berichtet von dem „nachhaltigen Eindruck“, den die Ausführungen Ulbrichts auf die Mitglieder der Militärakademie machte. Diese „historische Lehre“ wurde nicht bezweifelt und hinterfragt und sie prägte nicht nur die propagandistische und journalistische, sondern auch die wissenschaftliche Sicht der DDR auf lange Zeit.
Die Hoffnung der SED-Führung, dass der gefangengenommene Oberkommandierende in der Schlacht von Stalingrad Friedrich Paulus eine ideologisch verwertbare Aufarbeitung der Stalingrader Schlacht liefern würde, in welcher er auch die Gesetzmäßigkeit der militärischen Niederlage des NS-Staates aus der „fortschrittlichen Entwicklung des Kommunismus“ ableiten sollte, erfüllte sich nicht. Obwohl er in den Augen der Staatssicherheit politisch korrekt erschien – sie bescheinigte ihm, dass er sich in heftigen Diskussionen für den Marxismus-Leninismus einsetzte –, tat Paulus sich schwer mit der von ihm geforderten Sichtweise auf die Geschichte, wägte und zweifelte und kam deshalb nicht voran.

## Kritik
Aus westlicher Sicht diente, die Überbetonung der Schlachten um Moskau und Stalingrad und die Herunterspielung der Westfront in der sowjetischen Geschichtsschreibung, auch der Legitimation der Sowjetunion und ihrer angeblichen gesetzmäßigen Überlegenheit gegenüber dem kapitalistischen System.
Laut Roman Töppel wurden in der sowjetischen Geschichtsschreibung für die Behauptung von dem „gesetzmäßigen Charakter“ der sowjetischen Siege, die die vermeintliche Überlegenheit der sowjetischen Gesellschaftsordnung und die eigene Genialität demonstrieren sollten, die zahlreichen Unzulänglichkeiten der sowjetischen Kriegsführung, die taktische Unterlegenheit gegenüber der Wehrmacht und die riesigen Verluste der Roten Armee verschwiegen.
Rosemarie Schumann kritisiert, dass sich die Menschenopfer und Materialverluste als unvermeidliche Begleiterscheinungen beim historisch unvermeidlichen Sieg des Sozialismus darstellen ließen. Die materialistische Dialektik ist nach ihr zur bloßen Ermächtigungslehre für die Parole vom gesetzmässigen Sieg des Sozialismus verkommen.

## Trivia
Fritz Klein berichtet, dass auf einer von István Deák ermöglichten Vortragsreise zu 15 Universitäten der USA, bei der er zum Thema „The German Democratic Republic – accident of history or result of historical development?“ vortrug, sich in die Ankündigung mehrfach das Wörtchen „inevitable (result)“ einschlich. Klein berichtete, er habe dies bewusst anders formuliert, aber die Leute waren offenbar der Meinung, ein DDR-Historiker kenne nur unvermeidliche, gesetzmäßige Entwicklungen.